# Rambigundam
Rambigundam is een bestuurslaag in het regentschap Jember van de provincie Oost-Java, Indonesië. Rambigundam telt 8393 inwoners (volkstelling 2010).